# Heterodoks økonomi
Heterodoks økonomi er betegnelsen for økonomiske retninger, der befinder sig uden for – og ofte betragter sig som og opfattes som i modsætning til – mainstream-økonomi, dvs. den opfattelse af økonomisk videnskab, der undervises i på de fleste læreanstalter, og som præger størstedelen af den økonomiske forskning. Heterodoks økonomi er en paraplybetegnelse, der omfatter vidt forskellige skoler, tilgange og traditioner. I den officielle amerikanske klassifikation af økonomi fra tidsskriftet Journal of Economic Literature (JEL), som anvendes af mange forskere, biblioteker mv., nævnes bl.a. følgende traditioner som heterodokse: socialistisk, marxistisk, sraffiansk, institutionel, evolutionær, østrigsk, islamisk, fysisk og feministisk økonomi. Andre betegner postkeynesianisme (i modsætning til nykeynesianisme, der er en del af mainstream-tankegangen), økologisk økonomi (i modsætning til miljøøkonomi) og georgisme som heterodokse økonomiske retninger. Den internationale sammenslutning International Confederation of Associations for Pluralism in Economics (ICAPE), hvis officielle formål er at arbejde for "pluralisme i økonomi", er en paraplyorganisation for mange grupper, der betragtes som heterodokse.

## Heterodoks og mainstream-økonomi
Mainstream-økonomi betegnes somme tider som ortodoks eller konventionel økonomi af dens kritikere. En anden hyppigt brugt betegnelse for mainstream-tanker blandt heterodokse økonomer er neoklassisk økonomi, selvom dette begreb oprindelig har betegnet en snævrere afgrænset teorihistorisk gruppe af økonomer, der dominerede den økonomiske tankegang fra 1870 til ca. 1930. Groft sagt beskæftiger mainstream-økonomi sig med optimerende aktører, rationel adfærd, individualisme og markedsligevægte. På grund af den store mangfoldighed er det i sagens natur svært at give en samlet karakteristik af heterodokse økonomiske tanker, men nogle af de elementer, der lægges vægt på, er institutioner, historie, social struktur, magtforhold, usikkerhed og naturens grænser.
I tidens løb er forskellige økonomiske traditioner, der oprindelig var i stærk modsætning til den hidtidige opfattelse af økonomi, efterhånden blevet inkorporeret i mainstream-traditionen. Et oplagt eksempel er keynesianisme, der gennem den neoklassiske syntese blev integreret med de oprindelige neoklassiske tanker. I nyere tid er der tegn på, at det samme er ved at ske med adfærdsøkonomi. Adfærdsøkonomien er på mange måder et skarpt brud med traditionelle økonomiske antagelser om rationalitet, men bliver i stigende grad indarbejdet i mainstream-økonomiske tankegange. Et tegn herpå var tildelingen af Nobelprisen i økonomi i 2002 til psykologen Daniel Kahneman, der er eksponent for den adfærdsøkonomiske forskning.
Teorihistorikeren David Colander nævner, at flere traditionelt heterodokse ideer nu diskuteres i mainstream-økonomi uden at nævne de heterodokse økonomer, fordi redskaberne til at analysere institutioner, usikkerhed og andre faktorer nu er blevet udviklet af mainstream-økonomerne. Han foreslår, at heterodokse økonomer burde tage eksakte matematiske metoder i brug og forsøge at arbejde inden for mainstream i stedet for at betragte mainstream-økonomi som en fjende.

## Heterodokse økonomer i Danmark
Heterodokse økonomiske tanker er i Danmark primært associeret med økonomer fra RUC og Aalborg Universitet. Professorerne Jesper Jespersen fra RUC og Finn Olesen fra Aalborg Universitet regnes således til den postkeynesianske tradition.